# قشلاق أوتش قوي علي أكبر (مقاطعة بيله سوار)
قشلاق أوتش قوي علي أکبر (بالفارسية: قشلاق اوچ قوئی علی‌اکبر) هي منطقة سكنية تقع في إيران في أردبيل. يقدر عدد سكانها بـ 40 نسمة .